# Perina (geslacht)
Perina is een geslacht van vlinders van de familie spinneruilen (Erebidae), uit de onderfamilie Lymantriinae.

## Soorten
- P. kalisi Collenette, 1949
- P. lodra Moore, 1859
- P. nuda (Fabricius, 1787)
- P. psamma Collenette, 1933
- P. pura Walker, 1869
- P. sunda Holloway, 1999